# 山中正夫
山中 正夫（やまなか まさお、1901年4月14日 - 1989年2月3日）は、日本の経営者。三菱セメント社長、三菱鉱業セメント会長を務めた。福岡県築上郡築城町出身。位階は正四位。

## 経歴
1925年に東京帝国大学工学部鉱山学科を卒業し、同年4月に三菱鉱業に入社。1950年に取締役に就任し、1954年に三菱セメント常務、1957年5月に副社長を経て、1958年5月には社長に就任。1973年5月に三菱鉱業セメント会長に就任し、同年11月には相談役に就任。

1966年4月に藍綬褒章を受章し、1971年11月に勲二等瑞宝章を受章。
1989年2月3日呼吸不全のために死去87歳没。死没日付をもって正四位に叙された。